# Bom das Bocas
Grêmio Recreativo Escola de Samba Bom das Bocas é uma escola de samba de Três Rios, sendo a escola mais antiga de Três Rios em atividade. Suas cores são o verde e o branco.
A escola já venceu por 15 vezes o carnaval trirriense.

## História
Pode-se caracterizar a década de 1960 como sendo um tempo de grandes impactos na história do país. A construção da cidade de Brasília, o curto, porém polêmico governo de Jânio Quadros, a ascensão de João Goulart ao poder e o Golpe Militar de 1964, foram fatos marcantes e propulsores de uma produção cultural ímpar.
Dentro deste cenário nacional, os moradores da cidade de Três Rios não eram meros expectadores, na verdade, o desejo por espaços de expressão contaminava as pessoas e a periferia tinha muito a contribuir.
O G.R.E.S Caixa D’Água havia parado suas atividades limitando os espaços de cultura dos moradores, não só da periferia, como também do centro da cidade. Neste clima, em 6 de janeiro de 1963,  35 amigos, resolveram formar um bloco para brincar o carnaval, o “Bom das Bocas”.  Formado só por homens, o bloco contava com Bina Fuzil, Tião Touro, Veludo, Chiquinho Cobrinha, Luís Empenado, dentre outros
A brincadeira não parou naquele ano, já em 1967 o bloco precisava de um local para desenvolver suas atividades. Então, estes homens ocuparam um terreno, de propriedade de Sr. Chico, na entrada do bairro Caixa D’Água e sabe-se que já aceitavam mulheres como componentes.
Em 1970 o Bloco Carnavalesco Bom das Bocas, nome esse dado por Bina Fuzil na cidade de Juiz de Fora, foi o campeão entre os blocos apresentando o enredo “Três Rios de ontem e de hoje” contando com o samba enredo de autoria de Ézio, Juca e Licinho.
Em 1971 o bloco marcou o carnaval  da cidade apresentando o enredo “Coisas da Velha Província” , enredo de autoria de  Luiz Empenado e Licinho, dois dos maiores autores de samba enredo da história da Bom das Bocas. Luiz Empenado, irmão de Bina Fuzil nos deixou precocemente junto com Licinho, mas que até hoje são lembrados por muitos aqueles que sentem falta dos enredos  de quadra.
Nos anos 70 o Brasil viveu o ápice e o declínio do milagre econômico, sendo a inflação a tônica da época. A produção musical, com a discoteca, foi a grande marca cultural juntamente com o fenômeno que foi a televisão. As músicas de Erasmo e Roberto Carlos, Raul Seixas, Tim Maia, Caetano, Djavan e outros tantos cantores brasileiros ilustravam nossa história. No samba Chico Buarque de Hollanda lança “Apesar de Você”, Paulinho da Viola presenteia a história do carnaval com “Foi um rio que passou em minha vida” e o Bloco Carnavalesco Bom das Bocas continuou a desenhar sua história de sucesso.
Em 1972, o bloco estava grande demais e passou então a ser uma escola de samba, o G.R.E.S. Bom das Bocas. Neste ano apresentou o enredo “Riquezas Minerais", de autoria de Luiz Empenado e Ézio.
Com as cores verde e branca, a escola inicia uma jornada marcada principalmente pela capacidade de superação conquistando títulos e escrevendo a história do carnaval trirriense.

1973-“Brasil Festeiro”
Em 1973, com o enredo “Brasil Festeiro” de autoria de Lutero Batista Reis, o Bom das Bocas não leva o título, mas em compensação, torna-se o termômetro do carnaval de Três Rios, uma escola de samba sem fronteiras, inclusiva, idealista, guerreira e que prima cada desfile pelo poder que seus componentes têm em inovar. 
1974- “O Circo”
No ano de 1974, a escola teve a primeira e única mulher a ser a intérprete do samba na avenida. 
1975- “Brasil em Três Tempos ”

1976-“Palmares, um sonho de liberdade”
Neste ano de 1976 pode-se recordar através da matéria publicada no Entre-Rios Jornal de como os ânimos ficavam acirrados nos dias de apuração dos desfiles das escolas de samba:
“Depredação, pancadaria e tiros na vitória do Bom das Bocas”
“O carnaval trirriense teve um desfecho melancólico naquela tarde de sábado, quando a ASCATRI, divulgou os resultados que deram a vitória por meio ponto à Escola Bom das Bocas, seguida de Bambas, Mocidade, Caixa D’Água e Unidos de Levy Gaparian. Torcedores das escolas vencidas exaltados, iniciavam um conflito na Praça São Sebastião dirigindo-se à Avenida Beira-Rio, destruindo grande parte da ornamentação colocada pela prefeitura e, em seguida, deslocaram-se para a Praça da autonomia, iniciando a depredação.
A apuração dos votos dados pela Comissão Julgadora do desfile desenrolava-se no Teatro Celso Peçanha em clima de cordialidade e entendimento entre os representantes das diversas escolas. Do lado de fora a multidão aguardava o anúncio final que, quando veio, comunicou a vitória da rival. Logo após, entretanto, era retificado; com o Bom das Bocas, aparecendo como vencedor o que de fato aconteceu de acordo com a soma dos diversos itens. A massa tornou-se, então furiosa. Agressões sucederam-se e uma multidão de mais de mil pessoas marchou para a Avenida Beira-Rio, promovendo a destruição das cabines alegóricas, refletores , etc.”

1977-“Das Lendas do Velho Chico ao Pavão Misterioso”
Nem com “As lendas do Velho Chico ao Pavão Misterioso”, de autoria de Pretinho, Amaro e Leila o Bom das Bocas conseguiu o Bi-campeonato. Começa neste ano o brilhantismo das conquistas do Bambas do Ritmo .

1978-“Sonho e delírio de Fernão Dias Paes, o caçador de esmeraldas”

“Mesmo com um dos melhores sambas enredo da história do Bom das Bocas, Sonho e Deliro de Fernão Dias, o caçador de Esmeraldas, de autoria de Didi, Neném e Reja não foi suficiente para que a escola levasse o título daquele ano.”

1979- “Da Caatinga da Nega ao Bom das Bocas”

E o mesmo repetiu-se no ano de 1979, com o enredo ”Da Caatinga da Nega ao Bom das Bocas”,  Esse foi uns dos piores anos da escola, onde amargou 3 anos seguidos com o vice-campeonato. E Além disso, o Bom das Bocas tem uma perda grande no carnaval, inexplicavelmente, Bina Fuzil abandona o carnaval para sempre.

1980- “Mãe Bahia das Mil crenças”
“Com o enredo “Mãe Bahia das mil Crenças” Bom das Bocas sagrou-se como grande campeã.”
“Em 1980 com o enredo “Com suas mil crenças, mãe Bahia virou moda” sagrou-se como grande campeão.”
“Depois de toda expectativa em torno de o que cada escola mostraria na Avenida, as escolas coloriram a Beira-Rio. E lembrando as “mil crenças da Bahia” em meio a aplausos, o povo trirriense teve possibilidade de assistir neste carnaval um dos maiores espetáculos da história do nosso carnaval. No final, Bom das Bocas, foi o grande campeão da avenida com 82 pontos seguido pela concorrência com 81.
Para felicidade do carnaval da cidade que ganha assim mais motivação para o próximo carnaval do próximo ano e, seguindo os torcedores do Bom das Bocas, por justiça, uma vez que o “rival”, além de não ter vindo tão exuberante atravessou na avenida, o título de campeão vai para a Rua 8 de Maio.

1981- “Europa, França e Bahia”
Com a tentativa de seu 1º Bi-campeonato o G.R.E.S. Bom das Bocas no carnaval de 1981, veio com o Enredo, “Europa, França e Bahia”, de autoria de David Correa, Rogério e Chiquinho. Infelizmente esse titulo mais uma vez ficou com a co-irmã.
1982-“Viagem maravilhosa ao mundo da Fantasia”
No ano de 1982, o Bom das Bocas teve a honra de ter seu Enredo, “Viajem Maravilhosa ao Mundo da Fantasia”, feito por um dos maiores personagens do carnaval brasileiro, Neguinho da Beija-Flor. Nem esse reforço de peso no carnaval da verde e branco, foi possível para levar o título. 
1983-“Casemiru de abreu”

“Bom das Bocas é Tri-vice campeã.”

No carnaval de 1983, o Bom das Bocas foi a 1ª escola a desfilar na avenida, trazendo o enredo em homenagem à Casimiro de Abreu. A escola atrasou 1h e 30 min, e foi penalizada de acordo com o que estava previsto na reunião com a comissão organizadora. (narrativas orais)
Com a avenida lotada e sob os aplausos dos espectadores, a Bom das Bocas se apresentou com 800 componentes, distribuídos em 8 alas, 3 carros alegóricos e 60 componentes na bateria.
O tema do enredo, “Meus 8 anos de Casimiro de Abreu” foi cantado em toda a extensão da passarela, tanto pelos componentes da escola, quanto pelo povo.
A escola brilhou na avenida, com todos os seus foliões sambando até o fim. A escola fechou seu desfile às 22h:30m, com torcida acompanhando-a até o cordão de isolamento.

1984- “Quem não pode com mandiga não carrega patuá”
Nos anos de 1985 e 1986 o carnaval começa a sofrer com a falta de estrutura da comissão organizadora.  

1987-“Mar de Minas Gerais”
“Bom das Bocas e Mixyricka os favoritos na Avenida”
“Segundo componentes de Escola de Samba, a má organização do carnaval de rua de Três Rios, prejudicou demasiadamente o desenvolvimento das Escolas, no domingo de carnaval. O desfile era para ter início às 20 horas, mas com o atraso das juradas, que vieram da Flumitur, só teve início às 22h e 30 min. Componentes impacientes, pediram para que os outros não se afastassem para não prejudicar a agremiação.
Por volta das 2h 30 min de segunda-feira, começou o desfile do Bom das Bocas, que segundo alguns componentes, seria o campeão desse ano. As alegorias de Lelei encantaram o público, assim como a beleza das mulheres que desfilaram pela avenida, encarnando o verde e branco. A comissão de frente que não deixou nada a desejar para as grandes escolas de samba do Rio. Assim veio o Bom das Bocas, trazendo uma evolução simples, e a alegria de 20 jovens, encarnando as roupas de gala do reino de Netuno, rei dos mares , representado por Juninho, num dos carros , 10 moças e 10 rapazes, encantaram o povo na Beira-Rio, com mais uma mostra do bom gosto de Wanderley Rodrigues.”
A bateria veio vestida de “Orquestra Real”, com mais ou menos 80 componentes. Também  desceram pela Beira-Rio, as alas de “Frevo”, “Maracatu” e outras, todas luxuosíssimas, empregando muito bem o verde e branco. Outra ala de destaque, era a comandada por Bené, os “Guardiões”, da comissão de frente.”
“Comissão de frente é orgulho de Três Rios”
“Uma comissão de frente que não deixou nada a desejar para as grandes escolas de samba do Rio. Assim veio o Bom das Bocas, trazendo uma evolução simples, e a alegria de 20 jovens, encarnando as roupas de gala do reino de Netuno, rei dos mares , representado por Juninho, num dos carros , 10 moças e 10 rapazes, encantaram o povo na Beira-Rio, com mais uma mostra do bom gosto de Wanderley Rodrigues.”
(Jornal  O Diário-- quinta-feira, 05 de março de 1987)
1988- “Esse Dourado El Dorado”
“Bom das Bocas É a Campeã de 88”
“Realmente , não houve surpresa quanto ao resultado, porquanto a maioria do povo já havia escolhido o Bom das Bocas como favorita.
A Escola de samba Bom das Bocas é a nova campeã do carnaval trirriense. A apuração dos votos foi realizado ontem à tarde na Ilha do Sola e após aberta as urnas foi constatado o resultado oficial: o Bom das Bocas com o enredo “Este dourado El Dorado”, de autoria de Wanderley Rodrigues, venceu.
O presidente da escola, disse emocionado após o resultado que foi feito um trabalho com muito amor é com muito sacrifício, para que escola conseguisse apresentar o brilhante carnaval. O último campeonato do bom das bocas tinha sido em 1980.
Após a divulgação do resultado oficial houve um arrastão dos membros da escola, percorrendo as ruas do centro e terminando na quadra da escola, na caixa d’água.”
Jornal “O diário “
1989-“Acredite Se Quiser”
Levando um susto na apuração dos primeiros quesitos, quando o Bom das Bocas tirou três 10 e colocou dois pontos na frente, a Mocidade Independente da Vila Izabel, reagindo nos demais sete quesitos para totalizar 86 pontos, foi a vencedora do desfile carnavalesco de Três Rios do primeiro grupo, ficando o Bom das Bocas com 82 pontos.
No mesmo ano houve a 1º eleição da Garota Bom das Bocas, que reuniu um bom público no esporte clube Três Rios.

No início dos anos 90, o carnaval trirriense teve uma baixa enorme. O G.R.E.S. Bom das Bocas nos  anos de 1990, 91, 92 e 93 viu os desfiles das escolas de samba de longe, lembrando que em 1990 e 1992 não houve carnaval em Três Rios, devido a falta de verbas.

Em 1994 os desfiles das escolas de samba trirrienses cumpriram o ritual esperado. As agremiações contagiaram o público presente nas arquibancadas da Avenida Alberto Lavinas e a platéia que se espalhava pelas calçadas da passarela do samba. Três ao todo, as entidades carnavalescas disputaram palmo a palmo a preferência dos assistentes que sambavam junto com os desfilantes na noite de 13 de fevereiro de 1994. A escola de samba Bom das Bocas foi a 1º a entrar na passarela. O carnavalesco Wanderley Rodrigues, o Lelei, cumpriu o que prometeu. No enredo “Folia de Reis ( Do Rei Midas ao Rei Pelé) ele colocou todas as alegorias na avenida, num total de sete carros e 9 tripés com uma ala de 40  baianas que não só entusiasmou os assistentes como chegou até a emocionar pessoas com os lindos vestidos amarelos que representavam o ouro dos Reis. 
1995- 1996-1997-1998-1999-2000-2001

O carnaval de Três Rios começa a ter o maior jejum de desfiles de Escolas de Samba de  toda sua História. Foram 8 anos de angústias, tristezas e solidão, que eram consolados com o famoso arrastão. Esse foi o único gostinho de samba que os mais apaixonados pela verde e branco podiam sentir nesses longos anos, quando a cada ano se prometia a volta do carnaval.
Nestes anos, a ausência do G.R.E.S Bom das Bocas nos desfiles carnavalescos foi uma imensa lacuna na história de nossa Escola, e um colorido mais triste na alegria do povo trirriense. O carnaval de nossa cidade não é mais o mesmo, quando a Verde e Branco se ausenta das passarelas.

2002-
Aos dez dias do mês de março de dois mil e dois(10/03/02), em segunda convocação, às doze horas reuniu-se a Assembléia Geral Extraordinária para eleição do Conselho Deliberativo do GRES Bom das Bocas- biênio 2002/2004. Aberta a seção pelo Sr Paschoal Cerqueira: Quem tem direito a voto na presente assembléia, uma vez que todos os sócios encontram-se inadimplentes por problemas administrativos da escola; apresentou-se a sugestão que todos teriam direito a voto o que foi aprovado. O presidente eleito fez uso da palavra, agradeceu a confiança e colocou-se a disposição para trabalhar em prol da escola e, em seguida, procedeu-se a votação pelo conselho Deliberativo de Diretoria Executiva. Eleita por unanimidade a nova diretoria, fez uso da palavra o seu Presidente Otorino Bilheri de Souza, conclamando a família Bom das Bocas a trabalhar em prol da construção da sede e do desfile no carnaval de 2003.

2003- “Asas e Vôos”
Escolas dão show de animação na avenida”
Nem o problema com o som da passarela desanimou os sambistas, que entraram com toda a garra em busca do título. 

“Milhares de pessoas lotaram a Avenida Condessa do Rio Novo para assistir ao desfile das cinco escolas de samba na terça-feira de carnaval. Ao início do desfile, previsto para às 20 horas, foi prejudicado pelas constantes falhas em toda a sonorização da pista, o que não esmoreceu os sambistas que desfilaram pelas escolas de samba.
Cerca de meia hora após o horário previsto para o início do desfile, o Bom das Bocas entrava na avenida e o som minutos depois de iniciada a apresentação da verde e branco, novamente falhava prejudicando o desfile. A comissão de frente, ricamente vestida de corujas, trazia a deusa Atenas e fez uma apresentação à altura de suas tradições, dando uma prévia de que o enredo “Asas e Vôos” seria mostrado de forma clara e objetiva. Outro ponto positivo foi o samba, cantado de ponta a ponta pelos componentes e o público que gritava: “ Bom das Bocas, cadê você. Viemos aqui só pra te ver”.
O carro abre-alas, que tinha proporções gigantescas deu à escola um dimensionamento grandioso e de muita pompa, com o destaque José Aluísio apresentando a fantasia “Sonhos de Ícaro”.
O primeiro casal de mestre-sala e porta-bamdeira, Lili e Joana, também foram destaques, estando ricamente vestidos. A rainha da bateria, Tatiana Gisele, deu um show com o samba no pé e a bateria de Mestre Ringo sacudiu o público. Num dos carros, uma réplica do 14 Bis, vinha um animado destaque representando Santos Dumont o Pai da Aviação.
Ao final, o presidente Otorino Bilheri, emocionado declarava a nossa reportagem: “ Eu acho que a emoção não deixa a gente nem sentir direito o que está acontecendo na avenida. Mas foi arrepiando, passo a passo, aquilo que a gente veio fazendo, evoluindo na avenida. Eu só não chorei na avenida porque prometi a mim mesmo que não faria isso, mas foi uma emoção tão grande, porque parece que o povo, uns espantados, outros emocionados, outros aplaudindo, gritando como se tivesse uma coisa entalada na garganta e que conseguiu jogar pra fora depois de 10 anos. Foi gratificante, um trabalho árduo. E dedico esse desfile a todos aqueles que acreditaram no Otorino Bilheri, que acreditaram na administração que esta lá trabalhando, ao pessoal que nos ajudou bastante, à diretoria, à harmonia, presidentes de alas, componentes que fizeram seus destaques e todos que de uma certa forma, por trás dos panos, fizeram e construíram o cenário do Bom das Bocas. É a eles que a gente tem que agradecer na verdade,  porque eu apenas administrei alguma coisa que alguém queria. Se não tivesse ninguém querendo, não seria possível fazer. Mas muitos queriam e a coisa aconteceu”, declarou emocionado o presidente do Bom das Bocas logo após o desfile da escola.

2004-“Grécia, Berço das Filhas de Minemosine”
Mocidade e Bom das Bocas: Campeãs do carnaval 2004

O carnaval trirriense foi de fato um grande sucesso e assim como a chuva não conseguiu “apagar” o brilho da festa, tanto nos shows quanto nos desfiles, os recursos apresentados pelo Bom das Bocas e pelo Bambas do Ritmo contra Mocidade da Vila também não prejudicaram a tranquilidade com que a apuração foi conduzida ontem à tarde na ilha do sola, com o resultado oficial registrando um empate entre o Bom das Bocas e Mocidade. Para a tricolorida de Vila Isabel a vitória garantiu o tricampeonato enquanto para o Verde e Branco da Caixa D Água o campeonato significa a alegria de conquistar o título quinze anos depois da ultima vitória em 1988. 
2005- “O Meu Mundo do Faz de Conta”
Na segunda –feira, 7 de fevereiro de 2005, O Bom das Bocas trazendo o enredo “O mundo do faz de conta” fez um desfile mostrando luxo, fantasias, destaques, alas e carros, que primavam pelo bom gosto. A escola “arrasou” na fantástica coreografia de Carlos  Henrique Bonforte, que inovou no conceito, garantindo sucesso na sua apresentação. Mas na quinta-feira, a apuração dos votos nos dez quesitos, revelou a Mocidade da Vila campeã do carnaval 2005 em Três Rios e tetra campeã do carnaval trirriense. Neste ano o Bom das Bocas foi premiado nos seguintes quesitos:

Entre-Rios Jornal,  de 11 de fevereiro de 2005. 
2006- “De Paris à Vila Rica ao Brasil dos Caras Pintadas: um ideal de liberdade, igualdade e fraternidade”

2007- “Se me der ... eu como!”
Bom das Bocas ganha o Bicampeonato por um décimo
O bairro da caixa D’água está em festa com a vitória da Escola Bom da Bocas, que por um décimo de ponto, sagrou-se, na tarde de ontem, Bicampeã do Carnaval 2007, em Três Rios com 196,7 pontos.
O presidente do Bom das Bocas teve um mal súbito, depois da divulgação do resultado e não falou com a imprensa.
Neste mesmo ano, Maria Aparecida Bravo Xavier ganhou 2 troféus. Cida como é carinhosamente conhecida a poetisa e historiadora, autora do enredo do Bom das Bocas, ganhou o Prêmio Especial e o de melhor Enredo para sua escola.

2008-“ Crer ou não crer... Sorte ou Azar... Eis a Questão”
“Eis a questão: Bom das Bocas campeão”

Numa clara disputa entre Bambas do Ritmo e Bom das Bocas o desfile das escolas de samba de Três Rios, realizado no domingo, 3 de fevereiro de 2008, onde teve a chuva como único problema, porém, nem por isso as agremiações deixaram a peteca cair e mostraram muita beleza na avenida Condessa do Rio Novo para um público superior a 25 mil pessoas.
Com muito luxo e alegorias de acabamento impecável, o Bom das Bocas entrou na avenida para brigar pelo tri (e conseguiu). Logo na comissão de frente, formada por ciganas e coreografadas por Carlos Henrique Bonforte, vinha numa pequena alegoria a costureira Leila Terezinha, vestida de cigana e tendo sobre uma mesa uma bola de cristal. A destaque Maria de Lourdes Kopke veio no carro abre-alas com uma enorme fantasia de cigana exibindo muito luxo e bom gosto.
No decorrer do desfile, muito colorido em alas e alegorias. Um dos componentes engatinhou na avenida representando um gato preto. As baianas da escola, dignas da Sapucaí, como comentaram muitas pessoas, vieram representando o zodíaco, com uma bela fantasia em dois tons predominantes, o azul (a lua) e o amarelo (o sol) trazendo ainda vários símbolos dos signos com detalhes em preto, prata e dourado, mostrando o bom gosto do carnavalesco Junior Pernambucano. A bateria, sob o comando do Mestre Ringo e Robson nos tamborins, também deu conta do recado fantasiada de bingo.
Em janeiro de 2023, a agremiação estará completando 60 anos de fundação com 15 campeonatos conquistados desde 1972, quando estreou como escola de samba.
Renovado com o Bom das Bocas, o carnavalesco Junior Pernambucano foi o responsável por seis dos 15 títulos conquistados ao longo da história da agremiação. 
Anunciados em março do ano passado como carnavalescos, os jovens Lucas Almeida e Pedro Lavinas, vice-campeões pela Mocidade da Vila em 2020, estarão como diretores artísticos.
Os dois se notabilizaram pelos desfiles das escolas de samba de maquete, onde defendem as cores da Império Trirriense.
A direção de carnaval do Bom das Bocas estará a cargo de Guilherme Novaes, que tem experiência no carnaval trirriense e no carnaval carioca onde atuou ao lado do carnavalesco Junior Pernambucano.
Na direção de barracão, carnavalesco, direção artística e de carnaval terão a experiência de Jorge Assunção, que há muitos anos atua na verde e branco.
Outro que teve o contrato renovado é intérprete Zé Bola que estará ao lado de Mário Sempre Samba, que já ocupou o mesmo posto em desfiles anteriores. Os dois já cantaram juntos na avenida.
No comando da Bateria Furiosa Mestre Júnior continua e ganha a companhia de Mestre Ringo, cria da escola, que atuará como diretor da bateria que já comandou em carnavais passados.
No último dia 13 de maio, a escola anunciou a saída da Rainha da Bateria Furiosa, Tatiana Leyróz. Não se sabe ainda se haverá concurso ou se uma nova rainha será indicada pela atual diretoria para ocupar o posto.
A harmonia da verde e branca estará sob o comando do diretor Marcelo Felício.
Vice-presidente, Cleriston Carlos irá acumular o cargo de diretor de quadra.
Uma das aguerridas colaboradoras da escola, Lúcia Lourenço, a Tia Lúcia, como é carinhosamente chamada, será diretora da velha-guarda.
A comunicação da agremiação estará a cargo do jovem locutor, radialista e estudante de jornalismo Alcemir Júnior.

## Segmentos

### Presidentes
| Nome                                | Mandato      | Ref.                |
| ----------------------------------- | ------------ | ------------------- |
| Otorino Bilheri                     | 2002 - 2008  | [ 2 ]               |
| Marilene, Fernandão e Ivan Imperial | 2009         | [carece de fontes?] |
| Fernandão                           | 2010 - 2012  | [carece de fontes?] |
| Bruno Obeica                        | 2013 - 2014  | [carece de fontes?] |
| Cleriston Carlos Xavier             | 2015         | [ 3 ]               |
| João Batista Euzébio                | 2016         | [ 4 ]               |
| Luiz Carlos Rios "Kal"              | 2016 - 2017  | [ 4 ]               |
| Valdô Santos                        | 2018 - 2019  | [carece de fontes?] |
| Otorino Bilheiri                    | 2020 - Atual | [carece de fontes?] |

### Intérprete
| Nome      | Anos                                  | ref                 |
| --------- | ------------------------------------- | ------------------- |
| 2006-2008 | Mário Sempre Samba                    | [carece de fontes?] |
| 2009      | Robinho Nova Era                      | [carece de fontes?] |
| 2010-2012 | Mário Sempre Samba e Robinho Nova Era | [carece de fontes?] |
| 2013-2014 | Mário Sempre Samba                    | [carece de fontes?] |
| 2015-2016 | Zé Bola e Rodriguinho                 | [carece de fontes?] |
| 2017      | Pixulé                                | [carece de fontes?] |
| 2018      | Mário Sempre Samba e Anderson Paz     | [carece de fontes?] |
| 2019      | Zé Bola                               | [carece de fontes?] |
| 2020      | Zé Bola, Nêgo, Juan Briggs            | [carece de fontes?] |

## Diretores
| Ano       | Diretor de Carnaval       | Diretor geral de harmonia | Mestre de bateria  | Ref.                |
| --------- | ------------------------- | ------------------------- | ------------------ | ------------------- |
| 2016-2017 | Rafael Corrêa e Rita Leal | Rafael Corrêa e Rita Leal | Brunão e Renatinho | [ 4 ]               |
| 2018-2019 | Guilherme Novaes          | César Augusto Barbosa     | Brunão             | [carece de fontes?] |
| 2020      | Capoeira                  | César Augusto Barbosa     | Junior             | [carece de fontes?] |

### Coreógrafo
| Ano             | Nome                 | Ref.                |
| --------------- | -------------------- | ------------------- |
| 2007            | Caíque Bonfort       | [ 2 ]               |
| 2016-2017       | Luis Leal            | [carece de fontes?] |
| 2018            | Jardel Augusto Lemos | [carece de fontes?] |
| 2019-Atualmente | Caíque Bonfort       | [carece de fontes?] |

### Mestre-sala e porta-bandeira
| Ano  | Nome                           | Ref.                |
| ---- | ------------------------------ | ------------------- |
| 2007 | Danilo e Mariana               | [ 2 ]               |
| 2013 | Peixinho e Jaçanã Ribeiro      | [carece de fontes?] |
| 2014 | Diego Falcão e Jaqueline Gomes | [carece de fontes?] |
| 2015 | Peixinho e Jaçanã Ribeiro      | [carece de fontes?] |
| 2016 | Diego Falcão e Jaqueline Gomes | [ 5 ]               |
| 2017 | Peixinho e Jaçanã Ribeiro      | [carece de fontes?] |
| 2018 | Diego Falcão e Roberta Freitas | [carece de fontes?] |
| 2019 | Diego Falcão e Roberto Freitas | [carece de fontes?] |
| 2020 | Diego Falcão e Patrícia Cunha  | [carece de fontes?] |

### Corte da bateria
| Período   | Rainha         | Ref.                |
| --------- | -------------- | ------------------- |
| 2007-2014 | Vanessa Gatto  | [ 2 ]               |
| 2015-2017 | Carol Martins  | [carece de fontes?] |
| 2018-2019 | Iara Oliveira  | [ 6 ]               |
| 2020      | Tatiana Leiróz | [carece de fontes?] |

## Carnavais

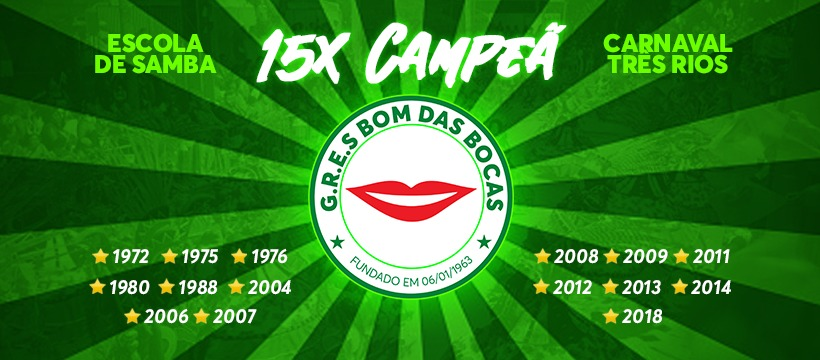
Logo comemorativo de 15 títulos da escola de samba

| Ano                                                                          | Colocação    | Grupo   | Enredo                                                                                             | Carnavalesco                                                                    | Ref.                |
| ---------------------------------------------------------------------------- | ------------ | ------- | -------------------------------------------------------------------------------------------------- | ------------------------------------------------------------------------------- | ------------------- |
| 1972                                                                         | Campeã       | ÚNICO   | Riquezas Minerais                                                                                  |                                                                                 | [carece de fontes?] |
| 1973                                                                         | Vice Campeã  | ÚNICO   | Brasil Festeiro                                                                                    | Lutero Batista                                                                  | [carece de fontes?] |
| 1974                                                                         | Vice Campeã  | ÚNICO   | O Circo                                                                                            |                                                                                 | [carece de fontes?] |
| 1975                                                                         | Campeã       | ÚNICO   | Brasil em Três Tempos                                                                              |                                                                                 | [carece de fontes?] |
| 1976                                                                         | Campeã       | ÚNICO   | Palmares, Um Sonho de Liberdade                                                                    |                                                                                 | [carece de fontes?] |
| 1977                                                                         | Vice Campeã  | ÚNICO   | Das Lendas do Velho Chico ao Pavão Misterioso                                                      |                                                                                 | [carece de fontes?] |
| 1978                                                                         | Vice Campeã  | ÚNICO   | Sonho de Delírio de Fernão Dias Paes, O Caçador de Esmeraldas                                      |                                                                                 | [carece de fontes?] |
| 1979                                                                         | Vice Campeã  | ÚNICO   | Da Caatinga da Nega ao Bom das Bocas                                                               |                                                                                 | [carece de fontes?] |
| 1980                                                                         | Campeã       | ÚNICO   | Mãe Bahia das Mil Crenças                                                                          |                                                                                 | [carece de fontes?] |
| 1981                                                                         | Vice Campeã  | ÚNICO   | Europa, França e Bahia                                                                             |                                                                                 | [carece de fontes?] |
| 1982                                                                         | Vice Campeã  | ÚNICO   | Viagem Maravilhosa ao Mundo da Fantasia                                                            | Wanderley Rodrigues                                                             | [carece de fontes?] |
| 1983                                                                         | Vice Campeã  | ÚNICO   | Meus 8 Anos de Casemiro de Abreu                                                                   | Wanderley Rodrigues                                                             | [carece de fontes?] |
| 1984                                                                         | Vice Campeã  | ÙNICO   | Quem não Pode com Mandiga não Carrega Patuá                                                        | Wanderley Rodrigues                                                             | [carece de fontes?] |
| 1987                                                                         | Vice Campeã  | ÚNICO   | Mar de Minas Gerais                                                                                | Wanderley Rodrigues                                                             | [carece de fontes?] |
| 1988                                                                         | Campeã       | ÚNICO   | Esse Dourado El Dorado                                                                             | Wanderley Rodrigues                                                             | [carece de fontes?] |
| 1989                                                                         | Vice Campeã  | ÚNICO   | Acredite Se Quiser                                                                                 | Wanderley Rodrigues                                                             | [carece de fontes?] |
| 1990 a 2002                                                                  |              |         | Não Desfilou                                                                                       |                                                                                 |                     |
| 2003                                                                         | Vice Campeã  |         | Asas e Voos                                                                                        |                                                                                 | [carece de fontes?] |
| 2004                                                                         | Campeã       | ÚNICO   | Grécia: Berço das Filhas de Minemosine                                                             | Hugo Bispo                                                                      | [ 7 ]               |
| 2005                                                                         | Vice Campeã  | ÚNICO   | No Reino do Faz de Conta                                                                           |                                                                                 | [ 7 ]               |
| 2006                                                                         | Campeã       | Grupo A | De Paris à Villa Rica ao Brasil de Caras Pintadas: Um Ideal de Liberdade, Igualdade e Fraternidade | Júnior Pernambucano e Trajano                                                   | [ 4 ] [ 7 ]         |
| 2007                                                                         | Campeã       | Grupo A | Se Me Der... Eu Como                                                                               | Júnior Pernambucano                                                             | [ 4 ] [ 2 ] [ 7 ]   |
| 2008                                                                         | Campeã       | Grupo A | Crer ou Não Crer... Sorte ou Azar... Eis a Questão                                                 | Júnior Pernambucano                                                             | [ 4 ] [ 7 ]         |
| 2009                                                                         | Campeã       | Grupo A | Na Rota do Sol                                                                                     | Hugo Bispo                                                                      | [ 7 ]               |
| 2010                                                                         | Vice-Campeã  | Grupo A | Deu a louca no Bom das Bocas                                                                       | Júnior Pernambucano                                                             | [ 4 ] [ 7 ]         |
| 2011                                                                         | Campeã       | Grupo A | No Balançar dos Balangandãs... A Verde e Branco é Jóia Rara                                        | Júnior Pernambucano                                                             | [ 4 ] [ 7 ]         |
| 2012                                                                         | Campeã       | Grupo A | Os Saltimbancos                                                                                    | Júnior Pernambucano                                                             | [ 4 ] [ 7 ]         |
| 2013                                                                         | Campeã       | Grupo A | Palmares - Sonho de Liberdade                                                                      | Júnior Pernambucano                                                             | [ 4 ] [ 7 ]         |
| 2014                                                                         | Campeã       | Grupo A | Máscaras - Uma viagem misteriosa de arte e sedução                                                 | Gilber Rosa                                                                     | [ 4 ] [ 8 ] [ 7 ]   |
| 2015                                                                         | Vice-Campeã  | Grupo A | Águas: Simbolismo, Mistério e Fé                                                                   | Júnior Pernambucano                                                             | [ 4 ] [ 7 ]         |
| 2016                                                                         | Vice-Campeã  | Grupo A | Bom das Bocas - A Essência do Samba                                                                | Vitor Matheus, Jorge Silveira, Jorge Camburão,Rafael Corrêa, Regina Lúcia Costa | [ 5 ] [ 7 ]         |
| 2017                                                                         | Vice-Campeã  | Grupo A | Uma Viagem Prá Lá de Horripilante                                                                  | Júnior Pernambucano                                                             | [ 7 ]               |
| 2018                                                                         | Campeã       | Grupo A | Tesouros de um Rei chamado Chico                                                                   | Júnior Pernambucano                                                             | [ 7 ]               |
| 2019                                                                         | 3º Lugar     | Grupo A | Arte e vida Vitalina                                                                               | Júnior Pernambucano                                                             | [ 7 ]               |
| 2020                                                                         | 3º Lugar     | ÚNICO   | Okê Arô - O Rei das Matas                                                                          | Junior Pernambucano                                                             | [ 7 ]               |
| Os desfiles do Carnaval 2021 foram cancelados devido à Pandemia de Covid-19. |              |         | |                                                                                 |                     |
| Os desfiles do Carnaval 2022 foram cancelados devido a pandemia de Covid-19  |              |         | |                                                                                 |                     |
| 2023                                                                         | Campeã       | ÚNICO   | Folia nossa de cada dia                                                                            | Junior Pernambucano                                                             | [ 9 ] [ 10 ]        |
| 2024                                                                         | Campeã       | ÚNICO   | Rituais de Fé                                                                                      | Junior Pernambucano e Gilber Rosa                                               |                     |
| 2025                                                                         | Vice- Campeã | ÚNICO   | Xingu: na imensidão do verde, ecoa um clamor, essa terra tem dono!                                 | Gilber Rosa                                                                     |                     |

{| class="wikitable" style="text-align: center; width: 100%;"
! colspan="4" style="background: #006400; color:#FFFFFF;" |Campeonatos do Bom das Bocas
|- align="center" bgcolor="white"
! width="80" |
! width="260" |Grupo
! width="80" |Títulos
! width="380" |Anos
|-
|
|Grupo Especial
|17
|1972, 1975, 1976, 1980, 1988, 2004, 2006, 2007, 2008, 2009,2011, 2012, 2013, 2014,2018, 2023 e 2024
|-
|}{| class="wikitable" style="text-align: center; width: 100%;"
! colspan="4" style="background: #006400; color:#FFFFFF;" | Vice Campeonatos do Bom das Bocas
|- align="center" bgcolor="white"
! width="80" |
! width="260" |Grupo
! width="80" |Vices
! width="380" |Anos
|-
| 
| Grupo Especial
| 17
| 1973,1974,1977,1978,1979,1981,1982,1983,1984,1987
1989,2003,2005,2010,2015,2016,2017
|}

## Prêmios Ziriguidum
| GRÊMIO RECREATIVO ESCOLA DE SAMBA BOM DAS BOCAS | GRÊMIO RECREATIVO ESCOLA DE SAMBA BOM DAS BOCAS | GRÊMIO RECREATIVO ESCOLA DE SAMBA BOM DAS BOCAS |                     |
| Categoria                                       | Total                                           | Ano                                             | Ref                 |
| ----------------------------------------------- | ----------------------------------------------- | ----------------------------------------------- | ------------------- |
| Escola                                          | 07                                              | 2005,2006,2012,2013,2015,2016 e 2018            | [carece de fontes?] |
| Samba Enredo                                    | 05                                              | 2005,2013,2016,2017 e 2018                      | [carece de fontes?] |
| Enredo                                          | 09                                              | 2005,2006,2007,2012,2013,2014,2015,2017 e 2018  | [carece de fontes?] |
| Intérprete                                      | 06                                              | 2010, 2013, 2014, 2016, 2018 e 2020             | [carece de fontes?] |
| Primeira Porta Bandeira                         | 04                                              | 2005,2009, 2013 e 2017                          | [carece de fontes?] |
| Primeiro Mestre Sala                            | 04                                              | 2005,2009, 2013 e 2017                          | [carece de fontes?] |
| Segunda Porta Bandeira                          | 06                                              | 2013, 2014, 2015, 2018, 2019 e 2020             | [carece de fontes?] |
| Segundo Mestre Sala                             | 06                                              | 2013, 2014, 2015, 2018, 2019 e 2020             | [carece de fontes?] |
| Passista Feminino                               | 02                                              | 2014 e 2019                                     | [carece de fontes?] |
| Comissão de Frente                              | 06                                              | 2005,2011, 2013, 2016, 2017 e 2019              | [carece de fontes?] |
| Ala das Baianas                                 | 03                                              | 2011, 2013 e 2017                               | [carece de fontes?] |
| Ala                                             | 08                                              | 2007, 2009, 2012, 2013, 2014, 2015, 2017 e 2018 | [carece de fontes?] |
| Ala Mirim                                       | 04                                              | 2005,2011, 2013 e 2017                          | [carece de fontes?] |
| Alegoria                                        | 06                                              | 2007,2013,2014,2015,2017,2018                   | [carece de fontes?] |
| Velha Guarda                                    | 04                                              | 2007, 2009, 2011 e 2013                         | [carece de fontes?] |
| Destaque de Luxo Masculino                      | 04                                              | 2009, 2013, 2017 e 2018                         | [carece de fontes?] |
| Destaque de Luxo Feminino                       | 07                                              | 2005,2013, 2014, 2017, 2018, 2019 e 2020        | [carece de fontes?] |
| Rainha de Bateria                               | 02                                              | 2007 e 2009                                     | [carece de fontes?] |
| Prêmio Especial                                 | 01                                              | 2007                                            |                     |